# Tinashe
Tinashe Jorgensen Kachingwe  ( / t iː ˈ n ɑː ʃ eɪ / tee- NAH -sheh ;  sinh ngày 6 tháng 2 năm 1993  ), được biết đến với nghệ danh Tinashe , là một ca sĩ, vũ công và diễn viên người Mỹ.  Sinh ra ở Lexington, Kentucky , Tinashe chuyển đến Pasadena, California khi còn nhỏ, nơi cô theo đuổi công việc trong lĩnh vực giải trí. Các vai diễn đáng chú ý của cô bao gồm người mẫu ghi chuyển động trong bộ phim hoạt hình The Polar Express (2004), Robin Wheeler trong loạt phim truyền hình Cartoon Network Out of Jimmy's Head (2007–2008) và một vai định kỳ trong loạt phim Two and a Half của CBS . Nam giới (2008–2009).
Từ năm 2007 đến 2011, Tinashe là thành viên của nhóm nhạc nữ Stunners . Sau khi họ tan rã, cô đã phát hành các mixtape tự thu âm In Case We Die (2012) và Reverie (2012) được đón nhận nồng nhiệt. Sau đó cô ký hợp đồng với RCA Records và phát hành mixtape thứ ba, Black Water (2013). Đĩa đơn đầu tay của cô, " 2 On ", hợp tác với Schoolboy Q , đạt vị trí thứ 24 trên Billboard Hot 100 .  Album phòng thu đầu tay của cô, Aquarius (2014), nhận được đánh giá chung tích cực và giành được đề cử cho Soul Train và BET Awards . 
Sự hợp tác năm 2015 của cô với Snakehips và Chance the Rapper , " All My Friends ", đã giành được Giải thưởng Ivor Novello cho Bài hát đương đại hay nhất năm 2016.  Năm đó, Tinashe cũng xuất hiện trong đĩa đơn " Slumber Party " của Britney Spears , đứng đầu Billboard's Dance Club Songs chart . Album phòng thu thứ hai của Tinashe, Nightride (2016), đạt vị trí thứ tám trên bảng xếp hạng Top R&B/Hip-Hop Albums tại Mỹ. Joyride (2018), album phòng thu thứ ba của cô, đạt vị trí thứ 58 trên bảng xếp hạng Billboard 200 và đạt vị trí thứ sáu trên bảng xếp hạng Album R&B của Vương quốc Anh . Sau khi rời RCA, Tinashe độc lập phát hành các album Songs for You (2019), 333 (2021) và BB/Ang3l (2023) đưa cô trở thành một trong những nghệ sỹ nổi bật, tiêu biểu nhất của dòng nhạc R&B.

## Tuổi thơ
Tinashe Kachingwe sinh ngày 6 tháng 2 năm 1993 ở Lexington, Kentucky. Là con cả của Michael và Aimie Kachingwe. Cha cô đến từ Zimbabwe, trong khi mẹ cô mang 3 dòng máu Đan Mạch, Na Uy và Ái Nhĩ Lan. Tên của Tinashe có ý nghĩa là "chúng tôi cùng với thiên chúa" trong tiếng Shona. Cô có 2 em trai, Thulani và Kudzai. Cô và gia đình đã chuyển đến Los Angeles, California năm cô 8 tuổi. Cô học cấp 3 tại trường Crescenta Valley trong 1 năm trước khi hoàn thành sớm để theo đuổi sự nghiệp âm nhạc toàn thời gian. Cô bắt đầu học ba lê, tap và khiêu vũ jazz năm 4 tuổi, sau đó tiếp tục tham gia nhiều nhóm nhảy cho đến năm 18 tuổi.

## Sự nghiệp

### 1993–2006: Thời trẻ
Tinashe Kachingwe sinh ngày 6 tháng 2 năm 1993 tại Lexington, Kentucky ,  và là con cả của hai giáo sư đại học Michael và Aimie Kachingwe. Cha cô là giáo sư dạy diễn xuất tại Đại học Bách khoa Tiểu bang California, Pomona và là người nhập cư Zimbabwe thế hệ đầu tiên gốc Shona , trong khi mẹ cô, người gốc Đan Mạch , Na Uy và Ireland , dạy vật lý trị liệu tại Đại học Bang California, Northridge. . Cha mẹ cô gặp nhau trong một buổi hẹn hò mù quáng khi họ còn là sinh viên đại học tại Đại học Iowa .  Tên của Tinashe có nghĩa là "Chúng ta có Chúa (hoặc Chúa ở cùng chúng ta)" trong tiếng Shona . Cô có hai em trai, Thulani và Kudzai.  Cô và gia đình chuyển đến Los Angeles, California khi cô mới 8 tuổi.  Cô theo học tại trường trung học Crescenta Valley trong một năm trước khi kết thúc sớm để theo đuổi sự nghiệp âm nhạc toàn thời gian.  Trong thời gian học trung học, cô phải đối mặt với sự bắt nạt từ các bạn cùng lớp.  Cô bắt đầu học múa ba lê, tap và nhảy jazz từ năm 4 tuổi, và tiếp tục thi đấu ở nhiều phong cách khác nhau với tư cách là thành viên của một vũ đoàn cho đến khi cô 18 tuổi 

### 2007–2011:The Stunnersvà các vai diễn
Tinashe đã ghi điểm trong một số chương trình truyền hình, phim ảnh và video dành cho trẻ em vào đầu những năm 2000, bao gồm các phim Cora Unashamed (2000), Call Me Claus (2001), Masked and Anonymous (2003) và hai phim truyền hình dài tập: Rocket Power (2004) và Thế thần: Tiết khí sư cuối cùng (2007). Những điều này dẫn đến vai diễn thường xuyên trong loạt phim truyền hình Cartoon Network Out of Jimmy's Head năm 2007–2008 và vai diễn định kỳ trong Two and a Half Men năm 2008–2009.  Mặc dù cô không được ghi nhận trong bộ phim Masked and Anonymous được đón nhận kém , Roger Ebert đã nhận xét tại buổi ra mắt phim tại Liên hoan phim Sundance năm 2003 rằng "nghệ sĩ duy nhất trong phim có màn trình diễn thực sự được tán thưởng; đó là một cô gái da đen trẻ tuổi tên là Tinashe Kachingwe, người hát ' The Times They Are A-Changin' ' một cách ngọt ngào và đầy thuyết phục đến nỗi cô ấy giống như một bậc thầy vậy." Anh ấy kết luận bài đánh giá của mình về bộ phim: "Nếu tôi được yêu cầu làm cố vấn cho bộ phim này, lời khuyên của tôi sẽ có ba từ: thêm Tinashe Kachingwe." 
Năm 2007, Tinashe gia nhập nhóm nhạc nữ Stunners do Vitamin C thành lập . Những người bạn cùng nhóm của cô là Marisol Esparza, Allie Gonino , Hayley Kiyoko và Kelsey Sanders .  Sáu tháng sau khi thành lập, nhóm ký hợp đồng với Columbia Records , và sau đó ký hợp đồng sản xuất với Lionsgate Entertainment cho chương trình truyền hình có kịch bản cho MTV.  Vào ngày 18 tháng 3 năm 2009, họ phát hành đĩa đơn và video, "Bubblegum." Vào tháng 10, nhóm đã phát hành một EP gồm 5 bài hát , chịu ảnh hưởng của các nghệ sĩ như Madonna , Gwen Stefani và Rihanna .  Video âm nhạc cho đĩa đơn quảng cáo của họ , "We Got It", được phát hành vào ngày 22 tháng 2 năm 2010,  và họ đã biểu diễn bài hát trên The Today Show  và The Wendy Williams Show .  Sau khi ký hợp đồng với Universal Republic Records  vào năm 2010, họ phát hành đĩa đơn "Dancin' Around the Truth."  Video âm nhạc ra mắt vào ngày 2 tháng 6 năm 2010, ngay trước khi nhóm được công bố là nghệ sĩ mở màn trong My World Tour của Justin Bieber . 
Sau chuyến lưu diễn của Bieber, Stunners quay trở lại phòng thu nhưng tan rã vào năm 2011 và Tinashe bắt đầu theo đuổi sự nghiệp solo.  Sau khi Stunners tan rã, Tinashe "mua một loạt thiết bị, máy ảnh và micrô" và bắt đầu tự học cách thu âm và phối nhạc. Cô ấy đã viết và thu âm các bài hát trong phòng thu của mình. Cô ấy đã tạo beat bằng Logic Pro , đồng thời quay và chỉnh sửa các video âm nhạc của riêng mình bằng Pro Tools và Final Cut Pro . Tinashe coi YouTube là "thầy" của mình. 
Vào ngày 3 tháng 5 năm 2011, Tinashe có buổi biểu diễn solo đầu tiên trên truyền hình trong trò chơi Dodgers – Cubs , hát " God Bless America ".  Vào ngày 24 tháng 6 năm 2011, Tinashe phát hành video âm nhạc solo đầu tiên của mình, bản cover đĩa đơn " How to Love " của Lil Wayne . Bài hát sau đó đã được phát hành dưới dạng tải xuống kỹ thuật số miễn phí thông qua trang web chính thức của Tinashe.  Sau khi video được phát hành, Tinashe xác nhận rằng cô đã chính thức được giải phóng khỏi hợp đồng thu âm với Universal Republic.  [ nguồn không đáng tin cậy? ] Tinashe góp mặt trong đĩa đơn dance "Artificial People" của OFM , phát hành vào ngày 12 tháng 9 năm 2011.  Vào ngày 25 tháng 11 năm 2011, Tinashe phát hành video âm nhạc cho "Can't Say No", bài hát solo đầu tiên của cô .  Bài hát lấy mẫu từ bài hát "Blur" của Britney Spears trong album phòng thu thứ sáu của cô, Circus .  Bài hát được phát hành để tải xuống vào ngày 28 tháng 11 năm 2011. 

### 2012–2014: Mixtape độc lập, hợp đồng thu âm và Aquarius
In Case We Die , mixtape solo đầu tay của Tinashe, được phát hành vào tháng 2 năm 2012, được thu âm tại phòng thu tại nhà của cô.  Mixtape đã tạo ra bốn đĩa đơn, đĩa đơn đầu tiên là bài hát quảng cáo, "Chainless", được phát hành trên iTunes vào ngày 19 tháng 12 năm 2011. "My High" được phát hành để phát trực tuyến trên trang web chính thức của cô ấy.  Video âm nhạc cho đĩa đơn "This Feeling" do Cole Walliser đạo diễn được phát hành vào ngày 1 tháng 5 năm 2012, trên Global Grind.  Đĩa đơn cuối cùng của mixtape, Boss , được phát hành ngày 20 tháng 8 năm 2012, sau khi bài hát được giới thiệu trong một tập củaloạt phim VH1 Single Ladies .  Video âm nhạc của bài hát được tự đạo diễn.  Mixtape đã được cộng đồng blog đón nhận một cách tích cực . 
Vào ngày 13 tháng 7 năm 2012, Tinashe thông báo rằng cô đã ký hợp đồng với RCA Records .  Sau khi ký kết, mixtape thứ hai của cô, Reverie , được phát hành vào ngày 6 tháng 9 năm 2012, thông qua trang web chính thức của cô.  Mixtape đã phát hành ba đĩa đơn: "Stargazing" đầu tiên, phát hành vào ngày 21 tháng 8 năm 2012; Denver Sean của LoveBScott.com ghi nhận "quá trình sản xuất hoàn hảo của BMarz the Produce" cho đĩa đơn đầu tiên, nói rằng " Stargazing , có cách tiếp cận tương tự với các sản phẩm của Noah" 40" Shebib, nhưng cứ như thể anh ấy buộc một chiếc vào một tên lửa và bắn nó vào thiên hà."  "Tôi đang làm việc cho ai?", phát hành vào ngày 12 tháng 3 năm 2013 . Sự mơ mộng nói chung là tích cực. 
Từ tháng 8 đến tháng 11 năm 2012, một loạt bản phối lại các bài hát từ hai mixtape của Tinashe bị rò rỉ trực tuyến và nhận được sự hoan nghênh của giới phê bình.  Vào ngày 26 tháng 11 năm 2013, Tinashe phát hành mixtape thứ ba của mình, Black Water . Mixtape bao gồm 13 bản nhạc do Dev Hynes, Boi-1da , Ryan Hemsworth và chính Tinashe sản xuất. Đĩa đơn "Vulnerable", có sự góp mặt của rapper Travis Scott , đã được Buzzworthy của MTV tuyên bố là "Bài hát nhạc Pop phải nghe trong tuần" của MTV vào ngày 26 tháng 11 năm 2013. 
Tinashe thực hiện album phòng thu đầu tay của mình vào năm 2014.  Quá trình thu âm diễn ra ở Los Angeles, London, Atlanta, New York và Toronto.  Tinashe đã làm việc với một số nhà sản xuất, bao gồm Clams Casino , Ryan Hemsworth ,  Stuart Matthewman , DJ Mustard , T-Minus , Mike Will Made It , Boi-1da , Fisticuffs, Best Kept Secret , Ritz Reynolds và London trên theo dõi.  Vào ngày 13 tháng 1 năm 2014, Tinashe phát hành đĩa đơn đầu tiên trong album đầu tay của cô, " 2 On ". Bài hát có sự góp mặt của rapper người Mỹ Schoolboy Q và được sản xuất bởi DJ Mustard .  Bài hát lọt vào bảng xếp hạng Billboard Hot 100 của Mỹ ở vị trí thứ 89, và từ đó đạt vị trí thứ 24. 
Vào ngày 29 tháng 6 năm 2014, Tinashe ra mắt truyền hình quốc gia, biểu diễn đĩa đơn " 2 On " tại buổi chiếu trước BET Awards . Cùng ngày hôm đó, cô cũng thông báo rằng album đầu tay được mong đợi của cô, Aquarius , sẽ được phát hành chính thức vào ngày 7 tháng 10 năm 2014.  Nói về chủ đề của album, Tinashe cho biết: "Nó kết hợp tinh hoa của tất cả những gì tôi có. công việc trước đây. Tôi vẫn trung thực với con người của mình. Rõ ràng, có một số tiến bộ khi tôi trưởng thành với tư cách là một nghệ sĩ và tôi bị ảnh hưởng bởi những điều mới và những thứ không. Tôi nghĩ người hâm mộ của tôi sẽ thực sự hài lòng với điều đó. Tôi nghĩ nó thực sự thể hiện tôi là ai và tôi đang sáng tạo ở đâu hiện tại".  Đĩa đơn thứ hai, " Pretend " hợp tác với ASAP Rocky , được phát hành vào ngày 22 tháng 8 năm 2014.  "Aquarius" ra mắt ở vị trí thứ 17 trên Billboard 200 với 18.800 bản được bán ra trong tuần đầu tiên.
" All Hands on Deck " trở thành đĩa đơn cuối cùng của Aquarius . Mặc dù đĩa đơn này không thể lọt vào bảng xếp hạng Billboard Hot 100, nhưng video âm nhạc đã tạo được nhiều tiếng vang trên mạng bởi các đồng nghiệp và người hâm mộ nhờ vũ đạo và hình ảnh. Tinashe cũng khởi đầu năm mới bằng một cú nổ về mặt hình ảnh khi xuất hiện trên trang bìa tạp chí V số ra ngày 15 tháng 1.

### 2015–2017:Nightride,Joyridevà chuyến lưu diễn
Vào cuối tháng 1 năm 2015, Tinashe được cho là đang làm việc với các nhạc sĩ và nhà sản xuất từ Prescription Songs (Cirkut, Ammo, Rock City, Jakob Kasher, Chloe Angelides), Max Martin  và Taylor Parks trong album phòng thu thứ hai của cô ấy.  Vào ngày 16 tháng 3 năm 2015, Tinashe phát hành mixtape gồm bảy bài hát mang tên Amethyst để tải xuống miễn phí. Dự án được ghi hình trong phòng ngủ của Tinashe trong kỳ nghỉ Giáng sinh của cô ấy và có sự tham gia sản xuất của Ryan Hemsworth , Iamsu! , DJ Dahi , Smash David, Ritz Reynolds, Nez & Rio và Mae N. Maejor.  Trong khoảng thời gian đó, Tinashe đã đầu tư vào một số video ca nhạc tự đạo diễn từ album Aquarius của cô như "Aquarius", "Bated Breath", "Cold Sweat" và "Bet/Feels Like Vegas" mà không có sự hỗ trợ của hãng đĩa. 
Vào ngày 2 tháng 9 năm 2015, Tinashe phát hành đoạn giới thiệu cho album phòng thu thứ hai Joyride của cô trên YouTube. Cô giải thích với Billboard về ý nghĩa đằng sau tiêu đề: "Tôi luôn có nó trong đầu, nhưng nó ngày càng trở nên phù hợp hơn với tình trạng sự nghiệp hiện tại của tôi. Với tất cả những chuyến du lịch này, tôi đã thực hiện trong năm qua." và tất cả những gì tôi đã trải qua, nó thực sự giống như một cuộc phiêu lưu, một cuộc hành trình, một chuyến đi", và khi được hỏi tại sao cô ấy cảm thấy không được lắng nghe, cô ấy nói, "Tôi cảm thấy như mình đã làm việc rất chăm chỉ trong thời gian này." năm phát triển cơ sở người hâm mộ, cơ sở lưu diễn. Tôi đang tiếp tục phát triển, nhưng bạn luôn cảm thấy mình bị đánh giá thấp, bị đánh giá thấp. Đặc biệt đối với tôi, thật thú vị khi có âm nhạc mới và mang đến cho mọi người một cơ hội để tìm lại tôi lần nữa." 
Vào ngày 9 tháng 9, Tinashe đã rò rỉ đĩa đơn gây xôn xao có tên "Party Favors" với sự góp mặt của rapper Young Thug như một cách để thu hút sự chú ý từ hãng thu âm của cô ấy. Vào ngày 2 tháng 10 năm 2015, Tinashe phát hành một bài hát khác " Player ", hợp tác với Chris Brown . Vào ngày 21 tháng 10 năm 2015, Tinashe góp mặt trong ca khúc All My Friends của bộ đôi điện tử người Anh Snakeships , đồng thời có sự góp mặt của Chance the Rapper đã lọt vào top 20 ở 5 quốc gia.
Vào mùa hè năm 2015, Tinashe cùng Nicki Minaj tham gia các buổi hòa nhạc tại Hoa Kỳ trong Pinkprint Tour,  và vào tháng 9 và tháng 10, cô đi lưu diễn Nam Mỹ cùng Katy Perry trong Prismatic World Tour.  Trong khi đó, cô được giới thiệu trên tạp chí thời trang tháng 11 năm 2015 trên tạp chí Vogue ,  và là gương mặt trang bìa trong số Mùa đông 2015 của tạp chí Dazed . 
Tinashe đã công bố Joyride World Tour vào ngày 12 tháng 1 năm 2016 để hỗ trợ cho album Joyride . Bắt đầu từ tháng 2 năm 2016, nó được lên kế hoạch đến tháng 5 năm 2016 bao gồm các ngày ở Bắc Mỹ, Châu Âu, Châu Á và Châu Đại Dương .  Chuyến lưu diễn cuối cùng đã bị hủy vì Tinashe muốn tập trung sáng tác các bài hát mới cho album. Tinashe cũng tiết lộ một đĩa đơn quảng cáo khác, "Ride of Your Life", vào ngày 2 tháng 2 năm 2016. 
Vào tháng 2 năm 2016, MAC Cosmetics đã công bố sự hợp tác phiên bản giới hạn với Tinashe cho chiến dịch #MACFutureForward, cùng với Halsey , Lion Babe và Dej Loaf .  Vào tháng 4, cô lại xuất hiện trên tạp chí Vogue . 
Vào mùa hè, Tinashe chuẩn bị ra mắt trên sân khấu chính Summer Jam của Hot 97 với tư cách là nữ nghệ sĩ duy nhất nhưng sự kiện đã bị hủy do cảnh báo thời tiết khắc nghiệt.  Vào ngày 15 tháng 7 năm 2016, Tinashe phát hành đĩa đơn mới " Superlove ". Video âm nhạc do Hannah Lux Davis đạo diễn đã ra mắt lần đầu vào ngày 12 tháng 8 năm 2016, trên Snapchat của MTV và đã nhận được nhiều lời khen ngợi. Video trên YouTube đã đạt một triệu lượt xem chỉ sau một ngày rưỡi.  Vào ngày 15 tháng 9 năm 2016, Tinashe biểu diễn ca khúc mới " Company " trên MTV 's Wonderland.  Không giống như tác phẩm trước của cô, "Company" được viết bởi The-Dream mà không có Tinashe là đồng tác giả.  Vào ngày 25 tháng 10 năm 2016, Tinashe được xác nhận sẽ hợp tác với ca sĩ người Mỹ Britney Spears cho phiên bản phối lại bài hát của Spears, " Slumber Party ".
Tinashe xuất hiện trên trang bìa tạp chí Nylon số tháng 10 năm 2016,  đúng lúc thương hiệu thiết kế Alexander Wang đang cộng tác với cô trong một video cho chiến dịch Thu 2016 của hãng. 
Vào ngày 4 tháng 11 năm 2016, Tinashe phát hành một album kỹ thuật số và phim ngắn có tựa đề Nightride mà cô cho biết đã sản xuất được hai năm cùng với album Joyride của cô. Rolling Stone mô tả Nightride là "đen tối, quyến rũ và nguy hiểm". 
Vào tháng 3 năm 2017, Tinashe tham gia Maroon 5 trong Maroon V Tour .  Cùng tháng, Pepsi , kết hợp với iHeartMedia , Shazam và Viacom , thông báo rằng Tinashe sẽ tham gia nền tảng âm nhạc của mình, The Sound Drop.  Vào ngày 16 tháng 3, Tinashe ra mắt đĩa đơn mới, "Flame". Người ta cũng xác nhận rằng Tinashe sẽ xuất hiện trong phần mới của Empire .  Vào ngày 2 tháng 4 năm 2017, trong khuôn khổ WrestleMania 33 ở Orlando , Tinashe đã biểu diễn " America the Beautiful " trước đám đông 75.000 người  - đám đông lớn nhất từng tập trung tại Orlando Citrus Bowl .
Vào tháng 6, cô xuất hiện tại hai buổi hòa nhạc với Aaron Carter tại Birthday Bash của Hot 107.9 . Vào tháng 8 năm 2017, cô ấy đã xuất hiện trên trang bìa cùng với một cuộc phỏng vấn trên Galore .  Vào ngày 22 tháng 9 năm 2017, cô ấy đã giới thiệu Bronco Fusion tại Cal Poly Pomona.
Vào ngày 11 tháng 7 năm 2017, Tinashe cho biết cô đang thực hiện album thứ hai, Joyride , với các nhà sản xuất Mike WiLL Made It , TM88 , Metro Boomin , Diplo , Boi-1da , Charlie Handsome và những người khác.  Vào ngày 18 tháng 1 năm 2018, cô phát hành " No Drama " gồm Offset , đĩa đơn chính trong album được mong đợi từ lâu của cô, Joyride .  " Faded Love " hợp tác với Future được phát hành dưới dạng đĩa đơn thứ hai vào ngày 12 tháng 2 năm 2018. Joyride được phát hành vào ngày 13 tháng 4 năm 2018.

### 2018–2020: Truyền hình, rời RCA vàSongs For You
Vào ngày 9 tháng 6 năm 2018, nhà sản xuất thu âm Hitmaka đã tiết lộ vai trò điều hành sản xuất cho album sắp tới của Tinashe mang tên Nashe .  Đĩa đơn chính " Like I used To " được phát hành vào ngày 13 tháng 7 năm 2018.  Đĩa đơn thứ hai của dự án " Throw a Fit " được phát hành vào ngày 26 tháng 7 năm 2018, với bìa album là tác phẩm nghệ thuật duy nhất.  Vào tháng 8, tin đồn về việc Nashe bị hủy đã lan truyền trên mạng, với nhiều đồn đoán hơn sau khi Tinashe đăng ảnh chụp màn hình lỗi trang từ trang web của RCA trên Instagram.  Vào ngày 12 tháng 9, Tinashe được công bố là một trong những người nổi tiếng sẽ tranh tài trong mùa 27 của Dancing with the Stars . Đối tác chuyên nghiệp của cô là Brandon Armstrong .  Mặc dù liên tục nhận được điểm cao nhưng Tinashe và Armstrong lại là cặp đôi thứ tư bị loại khỏi cuộc thi vào ngày 15 tháng 10.  Cùng tháng, Tinashe biểu diễn tại Austin City Limits Festival . 
Fox đã công bố chuyển thể trực tiếp vở nhạc kịch Rent , với tên Rent: Live , trong đó Tinashe thể hiện vai nữ chính Mimi Marquez, một vũ công kỳ lạ đang phải vật lộn với chứng nghiện và HIV. Các video quảng cáo và loạt hình ảnh đã được phát hành với sự góp mặt của Tinashe và các diễn viên khác trong buổi diễn tập và trang phục trong thời gian chuẩn bị phát sóng.  Là một fan hâm mộ của vở nhạc kịch từ khi học cấp hai, cô nói với US Weekly về vai trò của mình và tổng thể vở nhạc kịch, "Nó vẫn có rất nhiều chủ đề chắc chắn không nhất thiết là chủ đề dành cho trẻ em, nhưng tôi nghĩ nó quan trọng." bởi vì chúng rất phù hợp và chúng tôi xử lý chúng theo một cách hay, tuyệt vời, vui vẻ và thú vị".  Vở nhạc kịch được phát sóng trên Fox vào ngày 27 tháng 1 năm 2019.  Bộ phim truyền hình đặc biệt đã nhận được 5 giải Primetime Emmy . 
Vào tháng 2 năm 2019, người quản lý của Tinashe thông báo cô đã chia tay RCA, nói rằng "sự chia rẽ tích cực" đang "trả lại cho cô quyền kiểm soát sáng tạo."  Sau khi cô rời đi, Hot New HipHop đã công bố một báo cáo tin rằng cô đang được nhiều hãng thu âm lớn tán tỉnh.  Cô ký hợp đồng quản lý với Roc Nation vào ngày 7 tháng 11.  Tinashe phát hành album phòng thu tự phát hành đầu tiên của mình, Songs for You , vào ngày 20 tháng 11.  Album được Idolator và The Cut mô tả là "xuất sắc",  với Ben Dandridge-Lemco của The Wall Street Journal cho rằng "rất khó để tìm thấy đánh giá tiêu cực về dự án ở bất cứ đâu."  Vào ngày 17 tháng 7 năm 2020, gần tám tháng sau khi phát hành Bài hát cho bạn, Tinashe phát hành đĩa đơn "Rascal (Superstar)".
Vào tháng 8, Tinashe xác nhận cô sẽ góp mặt trong đĩa đơn " Dance Like Who's Watching " của Iggy Azalea . Bài hát là lần hợp tác thứ hai của họ sau bản phối lại "All Hands on Deck" năm 2015. Bài hát đã lọt vào bảng xếp hạng ở Scotland và bảng xếp hạng thể loại ở Mỹ.
Vào ngày 25 tháng 11 năm 2020, Tinashe phát hành EP Giáng sinh mang tên Comfort & Joy . Dự án đánh dấu lần phát hành thứ hai của cô kể từ khi rời RCA.

### 2021–2023:333vàBB/Ang3l
Vào ngày 28 tháng 5 năm 2021, Tinashe đã đăng một đoạn giới thiệu khó hiểu cho album phòng thu thứ năm trên tài khoản mạng xã hội của mình. Đoạn giới thiệu có chú thích "333", được suy đoán là tiêu đề cho album thứ năm của cô, cùng với logo mới do Franc Fernandez thiết kế .  Đĩa đơn chính của album, "Pasadena", được phát hành vào ngày 4 tháng 6 và có sự góp mặt của rapper người Mỹ Buddy .  Vào ngày 9 tháng 7, Tinashe phát hành đĩa đơn mới "Bouncin".  Sau khi phát hành, Tinashe công bố chuyến lưu diễn 333 vào ngày 12 tháng 7, bắt đầu vào tháng 9 năm 2021. Vào ngày 22 tháng 7, Tinashe công bố ngày phát hành 333 là ngày 6 tháng 8 năm 2021 và phát hành bài hát "I Can See the Future" cùng ngày.  Album đã nhận được sự đón nhận tích cực từ giới phê bình. Bài hát và video âm nhạc của Bouncin đã thu hút rất nhiều sự chú ý của giới truyền thông, trong đó có Little Mix và Doja Cat bày tỏ tình yêu của họ đối với bài hát.  Tinashe là nghệ sĩ đầu tiên được thông báo sẽ góp mặt trên MTV Cribs được khởi động lại , nơi cô giới thiệu ngôi nhà ở Los Angeles của mình ở Hollywood Hills bao gồm cả studio tại nhà của cô. Năm kết thúc với thông báo về chương trình Facebook Watch mới Choreo Cage Fight , khởi chiếu vào ngày 3 tháng  Tinashe cũng có tên trong danh sách Forbes 30 Under 30 cho năm 2022. 
Vào ngày 29 tháng 7 năm 2022, Tinashe phát hành đĩa đơn " New to You " cùng với Calvin Harris , Normani và Offset , cho album Funk Wav Bounces Vol. 2 . 
Vào tháng 1 năm 2023, Tinashe xuất hiện với tư cách khách mời trong bộ phim chuyển thể từ House Party , cùng với Jacob Latimore , Mya , Kid Cudi và LeBron James . Cô cũng được chọn tham gia loạt phim cạnh tranh thực tế Stars on Mars , khởi chiếu vào ngày 5 tháng 6 năm 2023. Bộ phim do nam diễn viên người Mỹ William Shatner dẫn chương trình  với những "phi hành gia nổi tiếng" khác, nơi cô kết thúc với vị trí á quân.  Vào ngày 21 tháng 7 năm 2023, cô phát hành " Talk to Me Nice ", đĩa đơn đầu tiên trong album phòng thu thứ sáu của cô, BB/Ang3l .  Vào ngày 18 tháng 8 năm 2023, cô phát hành đĩa đơn thứ hai từ album, "Needs".  Cô phát hành album vào ngày 8 tháng 9 năm 2023.

## Phong cách nghệ thuật

### Phong cách âm nhạc và ảnh hưởng
Phong cách âm nhạc của Tinashe được mô tả là R&B , pop và alternative R&B .  Tinashe cho biết cô ấy viết các bài hát của mình và sẵn sàng hợp tác sáng tác với các nghệ sĩ khác.  Bài viết của cô bao gồm "những điều liên quan đến tôi và cuộc sống của tôi; cho dù đó là những mối quan hệ tôi từng có hay những mối quan hệ mà những người tôi biết đều tham gia, bởi vì tôi có thể đặt mình vào trạng thái suy nghĩ của người khác và viết từ quan điểm đó." cũng vậy".  Cô ấy cũng thích viết về xã hội; "những điều khác nhau ảnh hưởng đến tôi hàng ngày từ quan điểm triết học hơn là chỉ những điều hiển nhiên."  Các mixtape của cô mang tính thử nghiệm hơn, kết hợp các yếu tố của R&B truyền thống, electro-hop  và dark pop. 
Về phong cách âm nhạc của mình, cô ấy "thực sự được truyền cảm hứng từ R&B, hip-hop và nhạc alternative". 
Tôi chỉ thấy bóng tối thú vị theo một cách nào đó. Tôi chỉ thích những bài hát có vẻ hơi điên rồ, tôi nghĩ nó tạo ra sự kết hợp thú vị giữa giọng hát của tôi vì nó rất tươi sáng, mềm mại, vừa đẹp vừa ngọt ngào đến nỗi tôi không muốn âm nhạc của mình trở nên ngọt ngào hay dễ chịu ... nên tôi nghĩ đến thứ gì đó tối tăm và nặng nề rồi tôi đặt thứ gì đó ngọt ngào và nhẹ nhàng lên trên. 
Tinashe cho biết vào năm 2016, cô cảm thấy mình không "phù hợp với bất kỳ thể loại cụ thể nào".  Sau đó, cô cho biết cô tự coi mình là "một nghệ sĩ nhạc pop tạo ra nhạc pop nhuốm màu R&B".  Trong giai đoạn đầu của sự nghiệp, cô thường được so sánh và coi là người kế nhiệm Ciara , người mà cô coi là nguồn cảm hứng.  Phong cách của cô cũng được so sánh với Janet Jackson , Aaliyah , Mya  và James Blake .  Tinashe lấy cảm hứng từ thứ âm nhạc mà bố mẹ cô thường chơi trong nhà khi cô còn nhỏ.  Cô coi Britney Spears , Michael Jackson , Janet Jackson , Sade , Christina Aguilera , James Blake , the xx và SBTRKT là những người có ảnh hưởng đáng kể đến cô. 
Tôi nghĩ rằng [Michael Jackson, Janet Jackson, Christina Aguilera và Sade] đều mang tính biểu tượng theo một cách nào đó. Họ đều là những ca sĩ, nghệ sĩ biểu diễn tuyệt vời và khía cạnh sống đó là điều tôi ngưỡng mộ. Tôi luôn muốn tổ chức một buổi biểu diễn trực tiếp tuyệt vời

## Đời sống cá nhân
Tinashe có đai đen Taekwondo .  Năm 2016, Tinashe sống cùng gia đình ở La Crescenta , một vùng ngoại ô cách Los Angeles 20 dặm về phía bắc.  Cô có mối quan hệ với cầu thủ bóng rổ người Úc Ben Simmons từ tháng 11 năm 2017 đến tháng 5 năm 2018.  Vào tháng 6 năm 2020, cô tham dự cuộc biểu tình của George Floyd ở Los Angeles. 
Tinashe mang nửa dòng máu Zimbabwe vì cha cô là một người nhập cư từ Zimbabwe.  Tinashe xác định là người lưỡng tính .

## Danh sách đĩa nhạc
- Aquarius (2014)
- Nightride (2016)
- Joyride (2018)
- Songs for You (2019)
- 333 (2021)
- BB/Ang3l (2023)

## Tours
Headlining
- Aquarius Tour (2014–2015)
- Joyride Tour (2016)
- 333 Tour (2021)
- BB/Ang3l US Tour (2024)  Co-Headlining
- Tinashe & Shygirl (2023; cancelled)  Opening act
- Justin Bieber's My World Tour (2010; as a member of The Stunners)
- Nicki Minaj's The Pinkprint Tour (2015)
- Iggy Azalea's The Great Escape Tour (2015; cancelled)
- Katy Perry's The Prismatic World Tour (2015)
- Beyoncé's The Formation World Tour (2016)
- Maroon 5's Maroon V Tour (2017)
- Flume's Flume World Tour (2022)

## Sân khấu
| Năm  | Tên | Vai | Ghi chú |
| ---- | --- | --- | ------- |
| 2007 | 13  | Pre-Broadway season; The musical ran from ngày 7 tháng 1 năm 2007 through ngày 18 tháng 2 năm 2007 at The Mark Taper Forum in Los Angeles |         |

## Danh sách phim đã tham gia
| Năm  | Tên                                            | Vai                   | Ghi chú                                               |
| ---- | ---------------------------------------------- | --------------------- | ----------------------------------------------------- |
| 2000 | Cora Unashamed                                 | Josephine             | Television film                                       |
| 2001 | Call Me Claus                                  | Young Lucy            | Television film                                       |
| 2003 | Masked and Anonymous                           | Mrs. Brown's Daughter |                                                       |
| 2004 | Rocket Power                                   | Leilani Makani        | Voice; "Island of the Menhune" (Season 3, Episode 24) |
| 2004 | Time Out                                       | Shawnee               | Short film                                            |
| 2004 | The Polar Express                              | Hero Girl             | Motion capture only                                   |
| 2006 | Akeelah and the Bee                            | Various roles         | Voice                                                 |
| 2006 | Holly Hobbie and Friends: Surprise Party       | Carrie Baker          | Voice                                                 |
| 2006 | Holly Hobbie and Friends: Christmas Wishes     | Carrie Baker          | Voice                                                 |
| 2007 | Avatar: The Last Airbender                     | On Ji                 | Voice; "The Headband" (Season 3, Episode 2)           |
| 2007 | Holly Hobbie and Friends: Secret Adventures    | Carrie Baker          | Voice                                                 |
| 2007 | Holly Hobbie and Friends: Best Friends Forever | Carrie Baker          | Voice                                                 |
| 2007 | Out of Jimmy's Head                            | Robin                 | Voice; Main role                                      |
| 2008 | Two and a Half Men                             | Celeste Burnett       | Recurring role; 2008–09                               |
| 2011 | Justin Bieber: Never Say Never                 | Herself               |                                                       |

## Giải thưởng và đề cử
| Năm  | Giải                          | Hạng mục                         | Tác phẩm                                              | Kết quả   |
| ---- | ----------------------------- | -------------------------------- | ----------------------------------------------------- | --------- |
| 2014 | Soul Train Music Awards       | Best Dance Performance           | "2 On" featuring Schoolboy Q                          | Nominated |
| 2015 | YouTube Music Awards          | 50 artists to watch              | Herself                                               | Won       |
| 2015 | BET Awards                    | Best New Artist                  | Herself                                               |           |
| 2015 | BMI R&B/Hip-Hop Awards        | Most Performed R&B/Hip-Hop Songs | "2 On"                                                |           |
| 2015 | Soul Train Music Awards       | Best New Artist                  | Herself                                               |           |
| 2016 | Ivor Novello Awards           | Best Contemporary Song           | All My Friends (with Snakehips and Chance the Rapper) | Won       |
| 2016 | Zimbabwe Achievers Awards USA | Special Recognition Awards       | Herself                                               | Won       |
| 2018 | Hollywood Beauty Awards       | New Beauty Award                 | Herself                                               | Won       |
| 2018 | Zimbabwe Achievers Awards USA | Music Artist of the Year         | Herself                                               | Won       |